# Павлов, Павел (легкоатлет)
Павел Георгиев Павлов (болг. Павел Георгиев Павлов; 8 марта 1952, Пештера, Пазарджикская область — 3 декабря 2004) — болгарский легкоатлет, специалист по бегу на короткие дистанции. Выступал за сборную Болгарии по лёгкой атлетике в конце 1970-х — начале 1980-х годов, обладатель серебряной медали Балканских игр, победитель и призёр стартов международного значения, действующий рекордсмен страны в эстафете 4 × 100 метров, участник летних Олимпийских игр в Москве.

## Биография
Павел Павлов родился 8 марта 1952 года в городе Пештера, Болгария. Представлял легкоатлетическую команду «Академик» из Софии, ЦСКА, «Ботев» из Враца.
Впервые заявил о себе в мае 1977 года, выиграв бег на 200 метров на домашних соревнованиях в Софии.
В 1978 году вошёл в состав болгарской сборной и выступил на чемпионате Европы в помещении в Милане — на предварительном квалификационном этапе бега на 400 метров установил свой личный рекорд 48,83, но для выхода в финал этого оказалось недостаточно. Позднее в беге на 200 метров взял бронзу на домашнем старте в Софии, принял участие в чемпионате Европы в Праге, где так же не сумел преодолеть квалификацию.
В 1979 году в дисциплине 200 метров завоевал золотую и серебряную медали в Софии, в том числе установил личный рекорд — 20,87.
В 1980 году среди прочего выиграл серебряную медаль в беге на 400 метров на Балканских играх в Софии, установил личный рекорд на открытом стадионе — 46,41. Благодаря череде успешных выступлений удостоился права защищать честь страны на летних Олимпийских играх в Москве — в программе 200 метров остановился на стадии четвертьфиналов, в эстафете 4 × 100 метров вместе с соотечественниками Владимиром Ивановым, Ивайло Каранётовым и Петром Петровым занял итоговое шестое место, установив ныне действующий национальный рекорд Болгарии в данной дисциплине — 38,99.
После московской Олимпиады Павлов завершил спортивную карьеру.
Умер 3 декабря 2004 года в возрасте 52 лет. Ежегодно в Софии проводятся традиционные соревнования по лёгкой атлетике памяти Павла Павлова.